# Парк природе Бугарка
Парк природе Бугарка (буг. Природен Парк Българка) је један од паркова природе који се налази на северним падинама Старе планине. Парк заузима површину од 220 km², протеже се кроз централне и источне делове планине између градова Габрово и Казанлак.
Парк је прилично разнолик са биљним и животињским врстама. Због свог положаја, простор на коме се данас налази парк природе Бугарка, служио је вековима као битан пут, а у њему се данас налази велики број историјских знаменитости.
Због свог историјског и биолошког значаја, ово подручје постало је парк природе 9. августа 2002. године.

## Флора и фауна
Парк припада балканског региону европске фауне. У њему су настањени евроазијски вук, лисица, обични шакал, евроазијски мрки медвед, дивља свиња, црвени јелен, срна, зец, европски јеж, веверице, јазавац, визон и многе друге врсте.
Парк настањује и велики број птица, као што су сури орао, ветрушка, голуб пећинар, велики детлић, црна жуна, зелена жуна, кукавица, обични мишар, сове, бела плиска, грлица, сврака, обични гавран, сива врана, кос, чворак, славуј, балтиморска вуга, велика сеница и многе друге.
Гмизавци који настањују парк укључују три врсте змија и неколико врста гуштера. Од водоземаца, парк настањују неколико врста жаба, водоземци укључујући пужеве и многе врсте инсеката.
Речна подручја парка настањује пастрмка, Centropristis striata и многе друге.
Шуме покривају 80,2% парка односно 17461 хектара. Буква је најраспрострањеније дрво у парку и она чини највећи део шумског покривача, 65%. Остала листопадна дрвећа укључују храст, јавор, јасен, дивљу трешњу, врсте из породице јаребика (Sorbus), брезу и друге. Четинарске врсте дрвећа у парку укључују вајмутов бор, црни бор, смрчу, јелу, дугоигличаву јелу и друге. Голосеменице покривају 0.6 хектара парка.
Скоро 70% званично признатих лековитих биљака у Бугарској се може наћи у парку природе Бугарка.

## Културно наслеђе
Подручја културног наслеђа у парку природе Бугарка укључују планински прелаз Шипка, месту где се одиграла битна на прелазу Шипка, која је била кључна у ослобођењу Бугарске од Османског царства.
Такође, у парку се налази етнографски музеј, Соколски манастир и манасир Дријанов.
На простору парка налази се и Узана, популарно зимско одмаралиште. Узана је била дом зимских спортова тридесетих година 20. века.